# Kong Lear (film fra 1971)
 For alternative betydninger, se Kong Lear. (Se også artikler, som begynder med Kong Lear)
Kong Lear er en filmatisering af William Shakespeares drama om den gamle konge, der bringer ulykke over sig selv og sit rige ved at forstøde sin yngste datter og dele riget mellem de to andre.